# Algemene begraafplaats van Oostkapelle
De Algemene begraafplaats van Oostkapelle is een gemeentelijke begraafplaats in het Nederlandse dorp Oostkapelle, gemeente Veere in de provincie Zeeland. De begraafplaats ligt langs de Noordweg op 330 m ten noordoosten van het dorpscentrum. Ze heeft een langgerekte vorm met een oppervlakte van 19.600 m² en wordt omsloten door een haag. De voorste helft is ouder dan de achterste helft. De toegang bestaat uit een dubbel metalen traliehek tussen gietijzeren zuilen. Door de vele bomen heeft de begraafplaats het uitzicht van park.

## Nederlands militair graf

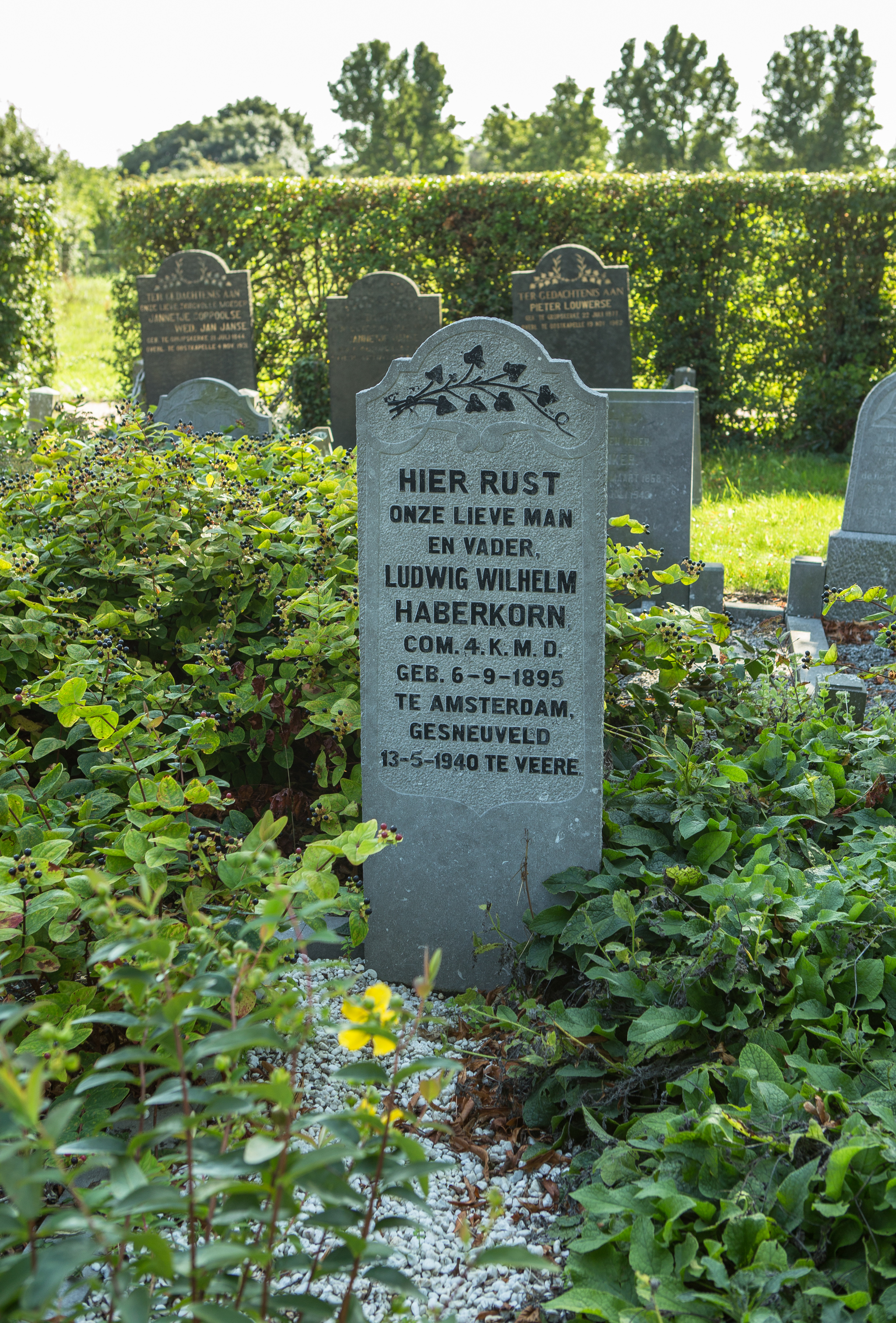
Graf van L.W. Haberkorn

- Ludwig Wilhelm Haberkorn, Nederlands militair die sneuvelde te Veere op 13 mei 1940.

## Brits militair graf
In het oudste deel van de begraafplaats ligt ongeveer centraal het graf van een niet geïdentificeerde Britse matroos die sneuvelde op 21 juni 1944. Hij diende bij de Royal Navy. Zijn graf wordt onderhouden door de Commonwealth War Graves Commission en is daar geregistreerd onder Oostkapelle General Cemetery.